# André Labarrère
Pour les articles homonymes, voir Labarrère.
 (février 2019).
Si vous disposez d'ouvrages ou d'articles de référence ou si vous connaissez des sites web de qualité traitant du thème abordé ici, merci de compléter l'article en donnant les références utiles à sa vérifiabilité et en les liant à la section « Notes et références ».
André Labarrère, né le 12 janvier 1928 à Pau et mort le 16 mai 2006 dans la même ville, est un historien et homme politique français.
Membre du Parti socialiste, il a été député, sénateur, vice-président de l'Assemblée nationale entre 1973 et 1974, ministre chargé des relations avec le Parlement de 1981 à 1986, ainsi que maire de la ville de Pau de 1971 à 2006.
Il a aussi publié plusieurs ouvrages, sur des sujets aussi divers que la ville de Pau et la graphologie. Il a également animé des émissions de télévision.

## Biographie
Agrégé d'histoire (1956) et docteur en lettres, André Labarrère enseigne à l'université Laval de Québec entre 1959 et 1966. Il anime également des émissions sur l'histoire de l'art à la télévision à Montréal et présente des émissions sur la graphologie, plus qu'un passe-temps pour lui.

### Carrière politique
- Militant socialiste, il se fait remarquer lors de la visite à Pau de Jean-Louis Tixier-Vignancour. Il rejoint par la suite la Convention des institutions républicaines (CIR) fondée par François Mitterrand. Il est membre du Bureau politique national du Parti socialiste de 1968 à 1971 et membre du Comité directeur national du Parti socialiste dès 1968.
- André Labarrère est élu député des Pyrénées-Atlantiques pour la première fois en mars 1967. Battu en 1968, il est de nouveau élu en 1973 et sera réélu à chaque élection jusqu'en 2001, année où il entre au Sénat.
- Il est élu conseiller général de Pau-Ouest en 1967, réélu à la suite du découpage conseiller général de Pau-Jurançon en 1973, 1979, 1985 et démissionnaire en 1988 pour cumul.
- Il est élu conseiller régional depuis l'origine à juin 1981, réélu en mars 1986, et démissionne le même mois.
- Il est président du conseil régional d'Aquitaine de 1979 à 1981.
- Ministre délégué auprès du Premier ministre, chargé des relations avec le Parlement de 1981 à 1986
- Président de l'Association des éco-maires de sa création en 1989 jusqu'en 1999
- Maire de Pau de 1971 à 2006, sénateur des Pyrénées-Atlantiques de 2001 à 2006, membre du groupe socialiste du Sénat, il est réélu avec 57 % des voix au premier tour lors des municipales de 2001 dans une ville plutôt conservatrice et n'excluait pas encore en 2006, de se représenter en 2008 (en 1989. François Bayrou est le seul de ses adversaires à le mettre en ballottage)
- Président du Syndicat intercommunal de l'agglomération paloise

Les quelques affaires judiciaires locales (affaires de diffamation, d'usurpation de fonction ou de faux et usage de faux, prise illégale d'intérêt notamment) qui l'ont suivi au cours de ses mandats, ont eu peu de prise sur sa popularité. Mis huit fois en examen, il n'a jamais été condamné.

### Vie privée
André Labarrère ne fait pas un mystère de son homosexualité, qu'il révèle néanmoins en 1998 juste après le décès de sa mère. Il reste l'un des premiers hommes politiques français à l'avoir annoncée publiquement. Le sujet est le thème de son roman, Le Bal des célibataires, publié en 1992. Cela ne l'empêche pas de se prononcer en 2004 contre le mariage de couples homosexuels, au moment où Noël Mamère (député Les Verts) célèbre dans sa mairie de Bègles les noces d'un couple gay. Il s'affuble avec humour du sobriquet « l’embrayage », « la pédale de gauche » [dans une voiture] précise-t-il.
Personnage atypique, il parle également de Jean-Marie Le Pen comme d'un ami. Les deux hommes se côtoient à l'UNEF en 1947-1949. Dans leur livre Le Pen, une histoire française, paru en novembre 2012, Philippe Cohen et Pierre Péan affirment qu’il aurait existé une relation homosexuelle entre les deux hommes dans les années 1970.
Il entretient également des relations amicales avec une voyante condamnée dans les années 1990 pour abus de biens sociaux.
Le 11 avril 2006, il annonce qu'il est atteint d'un cancer et meurt un mois plus tard. Il est enterré au cimetière urbain de Pau[réf. souhaitée].

## Fonctions gouvernementales
Ministre délégué auprès du Premier ministre, chargé des Relations avec le Parlement du gouvernement Pierre Mauroy (1) (du 22 mai au 23 juin 1981), dans le gouvernement Pierre Mauroy (2) (du 23 juin 1981 au 24 mars 1983), dans le gouvernement Pierre Mauroy (3) (du 24 mars 1983 au 23 juillet 1984) et dans le gouvernement Laurent Fabius (du 23 juillet 1984 au 20 mars 1986)

## Positions politiques
André Labarrère est un social-démocrate du Parti socialiste, c’est-à-dire qu'il est plutôt proche de son aile libérale. Ses détracteurs l'accusent de clientélisme et de régner en autocrate sur sa ville.
En mai 2002 au lendemain de l'élection présidentielle, il qualifie Lionel Jospin de « traître » pour avoir « quitté le bateau dans la détresse ».
En 2005, il fustige Laurent Fabius pour avoir fait campagne pour le non au référendum sur la constitution européenne.
En février 2006, dans le cadre des candidatures à l'investiture socialiste pour l'élection présidentielle de 2007, il apporte d'abord son soutien à Dominique Strauss-Kahn puis à Ségolène Royal.

## Réalisations
Féru de nouvelles technologies, il fait de Pau l'une des premières villes de France dotées d'une infrastructure publique de fibre optique et de l'internet très haut débit.
Il est aussi à l'origine de la création du Zénith, du Palais des sports, du Jaï Alaï (complexe destiné à la pratique de la pelote basque), du stade d'eaux-vives (parc Aquasports à Bizanos) et de l'hôpital de Pau.
Il est également un ardent défenseur du Grand Prix de Pau.

## Publications
Ouvrages publiés sous le nom de André Labarrère-Paulé[réf. nécessaire] :
- Pierre-Joseph-Olivier Chauveau, Collection « Les Classiques Canadiens », Fidès, Montréal, 1962
- Les Laïques et la presse pédagogique au Canada français au XIXe siècle, Presse de l'Université Laval, Québec, 1963
- Les Instituteurs laïques au Canada français, 1836-1900, Presse de l'Université Laval, Québec, 1965
- Les Secrets de l'écriture, Édition du Jour, Montréal, 1969
- Monseigneur Laflèche, Collection « Les Classiques Canadiens », Fidès, Montréal et Paris, 1970
- Pau, Pyrénées-Atlantiques (64), Éditions SAEP, Colmar, 1972
- Votre écriture, Messieurs !, Éditions Ramsay, 1987  (ISBN 2-85956-621-X)
- Une visite avec Huysmans, Réunion des musées nationaux, 1989  (ISBN 2-7118-0563-8)
- Pau, ville-jardin, Éditions Arthaud, Marrimpouey, 1992  (ISBN 2-7003-0432-2)
- L'Écriture des stars, Éditions Ramsay, 1992
- Le Bal des célibataires, Éditions Ramsay, 1992  (ISBN 2-84041-009-5)
- Le Baron rouge, Éditions Ramsay, 1997  (ISBN 2-84114-269-8)